# Triakontazona manfredii
Triakontazona manfredii är en mångfotingart som först beskrevs av Pius Strasser 1942.  Triakontazona manfredii ingår i släktet Triakontazona och familjen knöldubbelfotingar. Inga underarter finns listade i Catalogue of Life.